# 雷恩站 (巴黎地鐵)
雷恩站（法語：Rennes）是巴黎地鐵12號線的一個車站。雷恩站位於左岸的巴黎六區，車站名稱取自於雷恩路，而雷恩路則是來自於法國城市雷恩。雷恩站開通於1910年11月5日，最初是北南公司A線的車站。1931年3月27日改為巴黎地鐵12號線的車站。二戰期間雷恩站被關閉，直至1968年9月才重新開放。2011年乘客數1307167人。

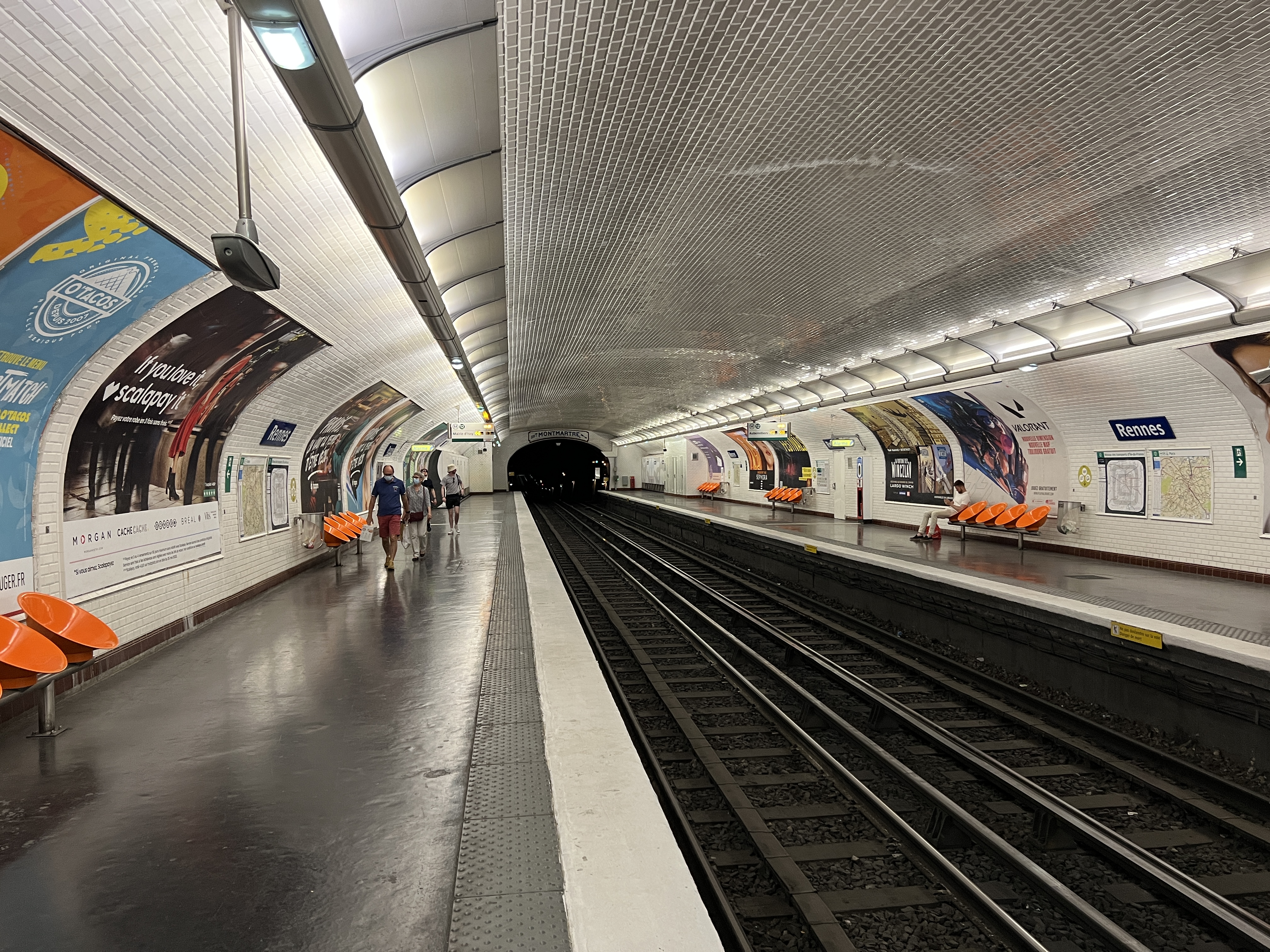
月台（2022年7月）

## 車站結構
| 街道層     |                    |                                   |
| B1         | 夾層               |                                   |
| 12號線月台 | 側式月台，右側開門 | 側式月台，右側開門                |
| 12號線月台 | 南行               | 往伊西市政府（田野聖母院）        |
| 12號線月台 | 北行               | 往奧貝維埃市政府（塞夫爾-巴比倫） |
| 12號線月台 | 側式月台，右側開門 |                                   |